# Acrolyta discrepa
Acrolyta discrepa là một loài tò vò trong họ Ichneumonidae.